# Okres Poltár
Okres Poltár je jedním z okresů Slovenska. Leží v Banskobystrickém kraji, v jeho středovýchodní části. Na severu hraničí s okresem Brezno a Detva, na jihu s okresem Lučenec a Rimavská Sobota.